# 陆孝颐
陆孝颐（1924年－1981年），中国土木工程专家，江苏省太仓县人，历任北京市都市规划委、北京市水利局水利勘探设计处工程师。

## 生平
1936年，陆孝颐考入天津市南开中学。后因战争爆发，南开中学被炸毁，陆孝颐转入耀华中学继续就读。
1941年，陆孝颐考入燕京大学化学系。1942年，他加入地下党外围组织。同年7月，他与陆孝劬被捕，关押一个多月后获释。由于太平洋战争爆发，燕京大学被日军关闭。随后，他考入天津工商学院土木系，1946年毕业。同年8月在北京，经宋硕介绍加入中国共产党，后在山海关铁路桥梁厂实习。1947年，他参加第二届自费留美资格考试，赴美留学。 
陆孝颐在美国期间，1949年5月获得乔治亚理工学院土木工程硕士学位，随后前往艾奥瓦州立大学水工研究所攻读博士学位。
1955年9月15日，陆孝颐与钱学森等人同船回到中国。回国后，他在北京市都市规划委员会、市政设计研究院等单位工作，参与了北京市郊区水利规划等项目。
文化大革命期间，陆孝颐受到冲击，被隔离审查。1981年，他在北京去世。